# Хоудејл (Масачусетс)
Хоудејл (енгл. Hopedale) насељено је место без административног статуса у америчкој савезној држави Масачусетс.

## Демографија
По попису из 2010. године број становника је 3.753, што је 405 (-9,7%) становника мање него 2000. године.
| Група             | 2000.         | 2010.         |
| Белци             | 4.009 (96,4%) | 3.544 (94,4%) |
| Афроамериканци    | 21 (0,5%)     | 24 (0,6%)     |
| Азијати           | 28 (0,7%)     | 41 (1,1%)     |
| Хиспаноамериканци | 54 (1,3%)     | 75 (2,0%)     |
| Укупно            | 4.158         | 3.753         |